# 넬슨 알그렌
넬슨 알그렌(영어: Nelson Algren)은 미국의 작가이다. 그의 1949년 소설 《The Man with the Golden Arm》은 전미 도서상을 수상했으며, 1955년 같은 이름의 영화로 각색되었다.
해럴드 아우겐브라움에 따르면, "1940년대 후반과 1950년대 초반에 그는 미국에서 가장 잘 알려진 문학 작가 중 한 명"이었다. 그는 프랑스 작가 시몬 드 보부아르의 연인이었으며, 그녀의 소설 《Les Mandarins》에서 파리와 시카고를 배경으로 등장한다.